# Praça da Bastilha
A Praça da Bastilha, em francês Place de la Bastille, é uma praça em Paris, local simbólico da Revolução Francesa, onde a antiga fortaleza da Bastilha foi destruída entre 14 de junho de 1789 e 14 de junho de 1790.

## Localização e acesso

### Vias partindo da Place de la Bastille
No sentido horário começando na frente do anjo da coluna:
- a Rue Saint-Antoine, continuando pela Rue de Rivoli que passa pelo Hôtel de Ville e o Châtelet e leva à Praça da Concórdia;
- a Rue de la Bastille;
- o Boulevard Beaumarchais (levando à Place de la République);
- o Boulevard Richard-Lenoir se estende pelo Boulevard Jules-Ferry, depois pelo Quai de Valmy, continuando o Canal Saint-Martin que leva à estação Stalingrad;
- a Rue de la Roquette, via Place-Leon Blum (a prefeitura onde o 11 está localizado) e levando ao Cemitério do Père-Lachaise;
- a Rue du Faubourg-Saint-Antoine, levando à Place de la Nation;
- a Rue de Charenton, levando à Porte de Charenton através da prefeitura do 12º arrondissement;
- a Passage du Cheval-Blanc;
- a Rue de Lyon, levando à Gare de Lyon;
- o Boulevard de la Bastille e Boulevard Bourdon, ambos ao longo do Porto do Arsenal até o Sena;
- o Boulevard Henri-IV.

### Transporte público

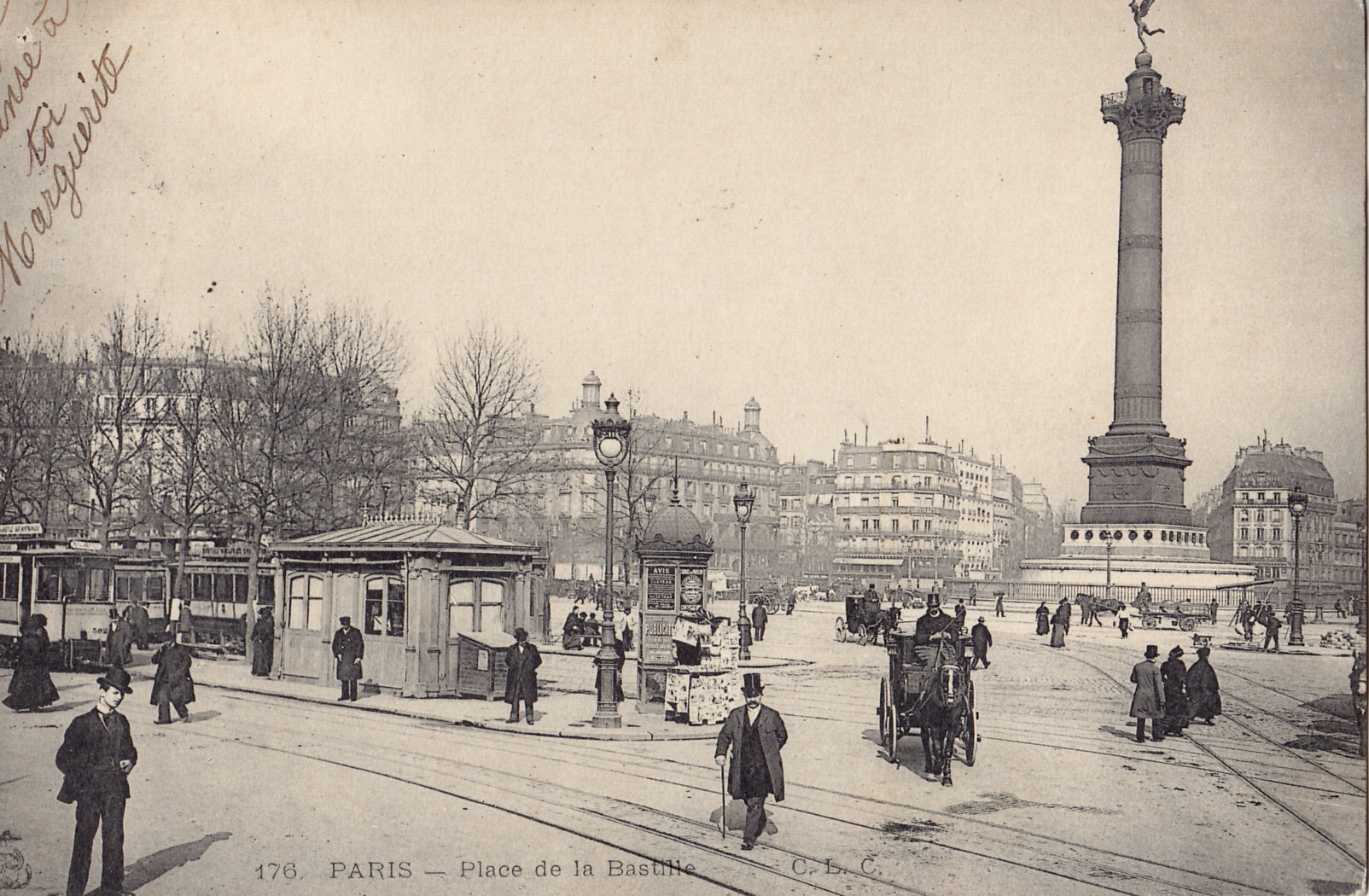
A Bastilha, um pólo importante de transporte público parisiense desde o seu início; aqui, as instalações da Compagnie générale des omnibus, por volta de 1900.

A Place de la Bastille é servida por:
- dez linhas de ônibus RATP: 29, 69, 76, 86, 87, 91 e OpenTour;
- uma cabeça de estação de táxis;
- cinco linhas de Noctilien: N01, N02, N11, N16 e N144;
- três linhas de metrô: 1, 5 8.

## História da praça

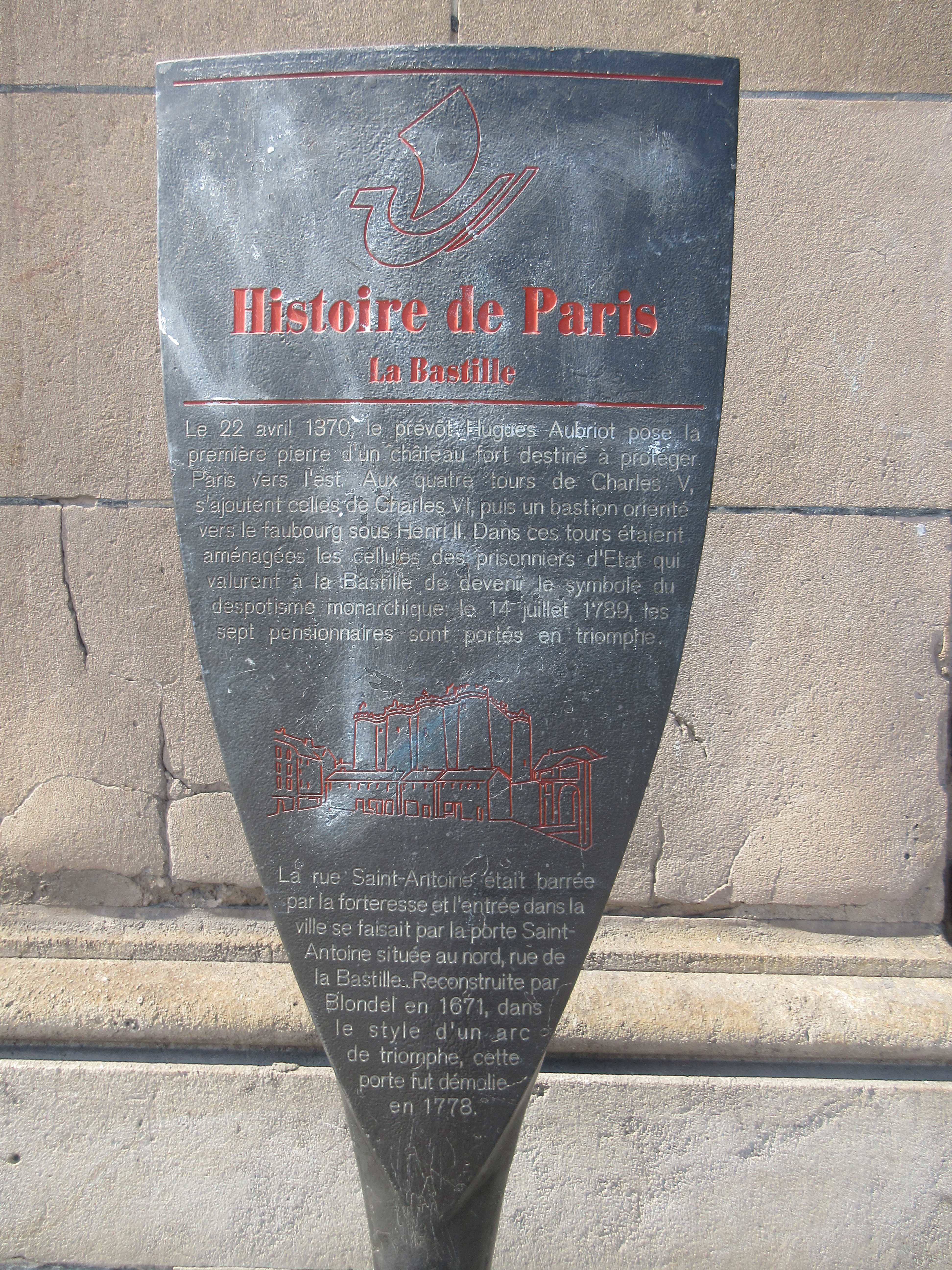
Painel da História de Paris
"La Bastille"

### A Bastilha

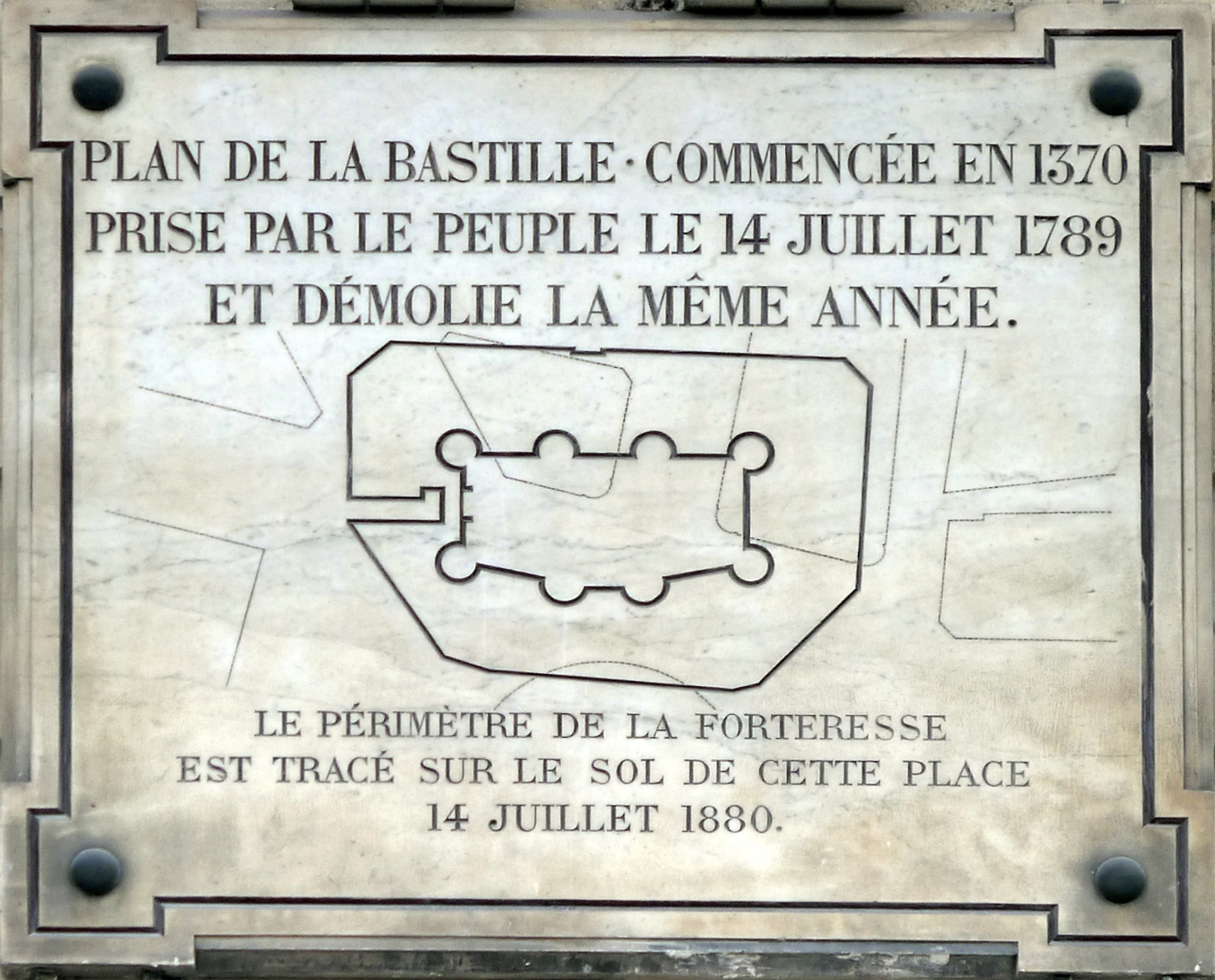
Placa que indica a posição da antiga fortaleza sobre o local atual, afixada no lado 4º sobre o edifício do 5 Place de la Bastille

O Preboste dos Mercadores de Paris, Étienne Marcel, mandou construir uma porta fortificada que defendia a Rue Saint-Antoine e que era ladeado por um pequeno bastião, uma "Bastilha".
Carlos V, desejando preservar seu Hôtel de Saint-Paul de um ataque repentino, ordenou a reconstrução dessas fortificações em um plano muito maior. Hugues Aubriot, reitor dos mercadores de Paris, lançou a primeira pedra em 1370.
Esta fortaleza originalmente tinha apenas duas torres; mais duas foram adicionados rapidamente, então por volta de 1383 Carlos VI mandou construir quatro novos, juntou-os por grandes paredes e os cercou com uma vala. Sob Henrique II, em 1553, novas fortificações foram erguidas, as quais foram concluídas em 1559. Estas obras consistiam numa parede cortina ladeada por baluartes, ladeada por valas largas com fundo de tanque. Os contornos das paredes orientais da fortaleza são hoje marcados por um pavimento especial visível na parte ocidental da praça.
Em maio de 1418, Carlos VII, então Delfim da França, foi forçado a deixar sua residência, o Hôtel Saint-Pol, e fugiu de Paris pela Bastilha por causa dos massacres perpetrados pelos Borguinhões, com o carrasco capeluche à sua frente.
Em agosto do mesmo ano, os Borguinhões sitiaram a Bastilha Saint-Antoine para apreender os Armagnacs que aí se refugiaram, as portas foram quebradas. Quando queriam transferir os prisioneiros para o Grand-Châtelet, a escolta foi atacada e o povo massacrou os Armagnacs.
Esta bastilha, construída para proteger a capital dos ataques dos Borgonheses e dos Ingleses, serviu como prisão no governo de Luís XI. Luís de Luxemburgo, conde de Saint-Pol, condestável da França foi colocado na Bastilha em 27 de novembro de 1475 e foi decapitado na Place de Grève em 19 de dezembro do mesmo ano.
Transformada em uma prisão de Estado por Richelieu, a Bastilha foi invadida em 14 de julho de 1789 pela população do Faubourg Saint-Antoine, que costuma ser considerado o primeiro ato da Revolução Francesa.
É deste grande episódio da história da França que data o caráter simbólico desta praça, local de inúmeras manifestações políticas.
No dia 14 de agosto seguinte, quando começou a demolição, os trabalhadores encontraram na Torre do Condado, cinco bolas incrustadas na pedra. Presume-se que tenham sido lançados neste local durante a Batalha do Faubourg Saint-Antoine em 1652. Alguns dos materiais extraídos da demolição foram usados para construir a Ponte Luís XVI.
Uma lei de 27 de junho de 1792 prescreveu a formação de um lugar no terreno da Bastilha. De acordo com um decreto do governo da República de 11 do Frimário do ano XII (3 de dezembro de 1803), o plano adotado incluía as seguintes disposições:
Este projeto não foi executado.

### Lugar de dança
Em 14 de julho de 1790, o empresário privado Palloy organiza uma festa paralela à Festa da Federação: uma tenda é armada no meio das ruínas com uma placa "Aqui dançamos", É o primeiro baile do dia 14 de julho que permanece uma tradição até hoje. Esta tenda está representada numa pintura a guache sobre cartão, parte integrante do Museu Carnavalet, de Henri-Joseph Van Blarenberghe, ex-pintor militar, que também pintou imagens da tomada da Bastilha.
Desde 16 de junho de 1792, foi decidido que o local da Bastilha formaria um local denominado "da liberdade" e que uma coluna seria levantada lá. Palloy, o empreiteiro de construção que demoliu a fortaleza, forneceu a primeira pedra, mas a construção permaneceu lá. No entanto, uma fonte foi instalada em 1793.

### Instalação da guilhotina na Place de la Bastille
De 9 a 14 de junho de 1794, a guilhotina foi instalada na praça, retirada dos restos da fortaleza da Bastilha, agora chamada de "Place Antoine". Os cidadãos exigiram sua remoção para a Place du Trône-Renversé.
Setenta e cinco pessoas foram guilhotinadas na Place de la Bastille.

### O elefante da Bastilha

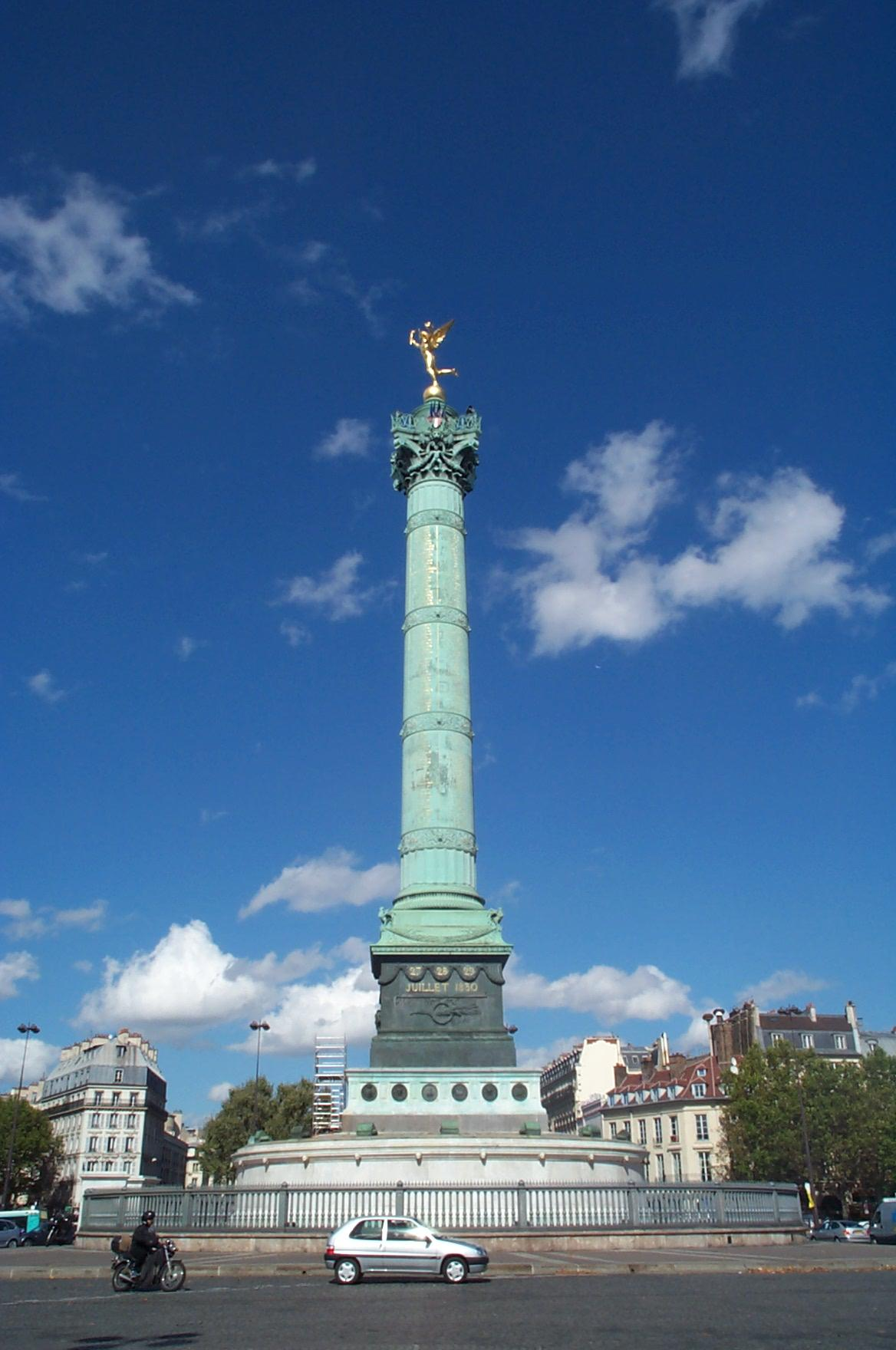
A Coluna de Julho

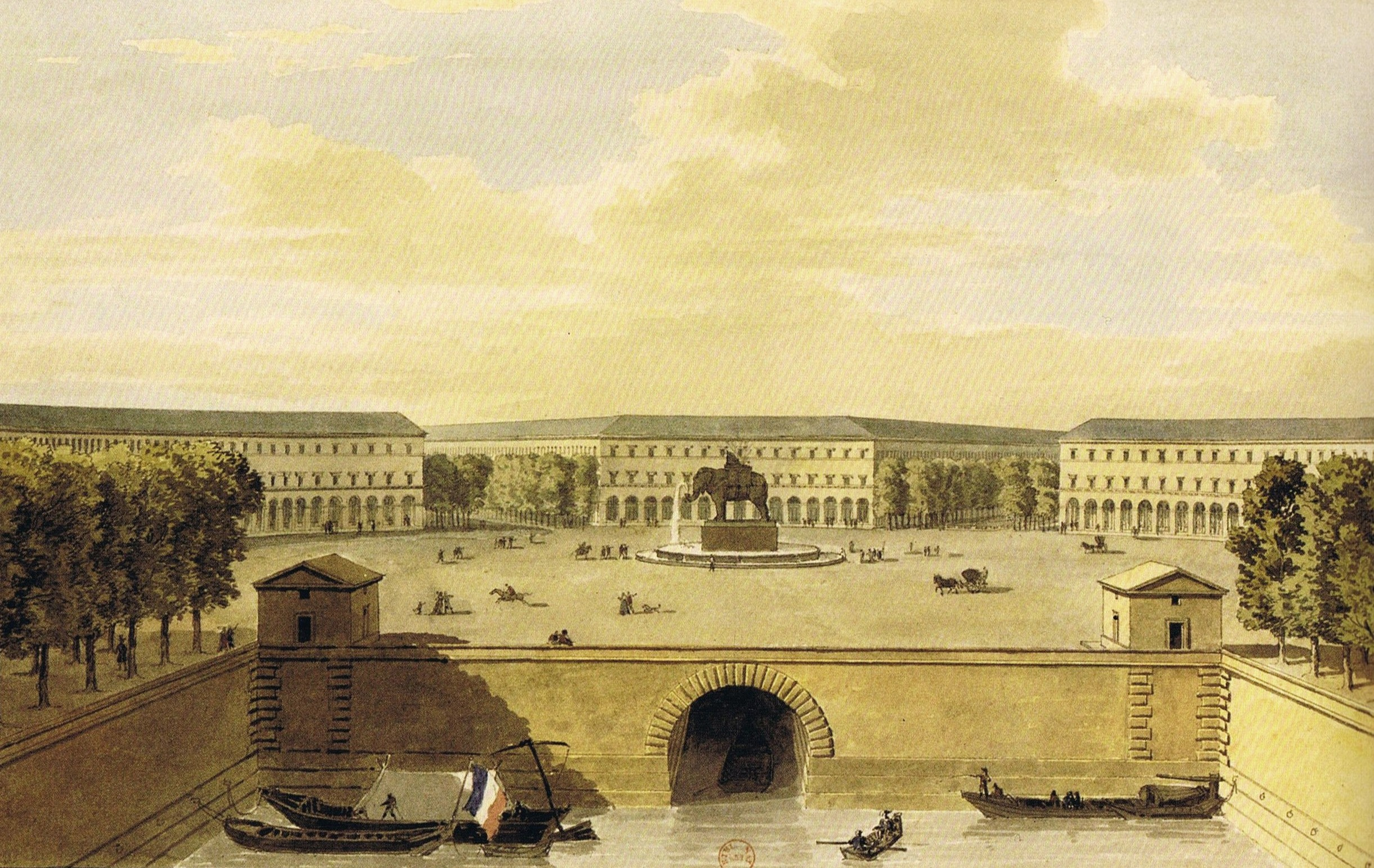
A Place de la Bastille redesenhada com um elefante no centro, um projeto inicial

Napoleão, em seus planos para a reconstrução de Paris, planejou em 1808 construir ali um monumento em forma de elefante carregando um howdah (uma espécie de palanquim em forma de torre), como contrapartida, a leste de Paris, do Arco do Triunfo construído a oeste. Deveria ter 24 metros de altura e ser fundida com o bronze dos canhões capturados aos inimigos na Espanha. Era preciso chegar ao topo por uma escada alojada em uma perna.
Aqui está o decreto imperial, entregue ao Palácio das Tulherias em 24 de fevereiro de 1811: O elefante destinado a adornar a Fonte da Bastilha será moldado em bronze. O material deste monumento não será incluído na despesa; será fornecido por nossos arsenais, e nosso Ministro da Guerra atribuirá a este destino as peças de bronze que foram tiradas na campanha de Friedland.
O arquiteto Jean-Antoine Alavoine começou a trabalhar em 1833, mas apenas um modelo de gesso em tamanho real do escultor Pierre-Charles Bridan foi erguido. O romance de Victor Hugo, Os Miseráveis, nos lembra, pelo abrigo que oferece a Gavroche. Este monumento foi demolido em 1846, restando apenas a base circular da fonte.

### A Coluna de Julho
Luís Filipe decidiu em 1830 construir a Coluna de Julho, já planejada em 1792, mas desta vez para comemorar a Revolução dos Três Gloriosos.
Uma ordenança real de 6 de julho de 1831 prescreveu a construção de um monumento fúnebre em homenagem às vítimas dos três dias. A primeira pedra foi lançada pelo rei Luís Filipe I no dia 27 do mesmo mês. A coluna de julho é de ordem coríntia; inscrições, palmas, coroas de imortelas, ramos de carvalho, as armas da cidade, o galo gaulês e o leão, símbolo astronômico do mês de julho, adornam o pedestal.
Ela foi inaugurada em 1840.

### As Arenas nacionais

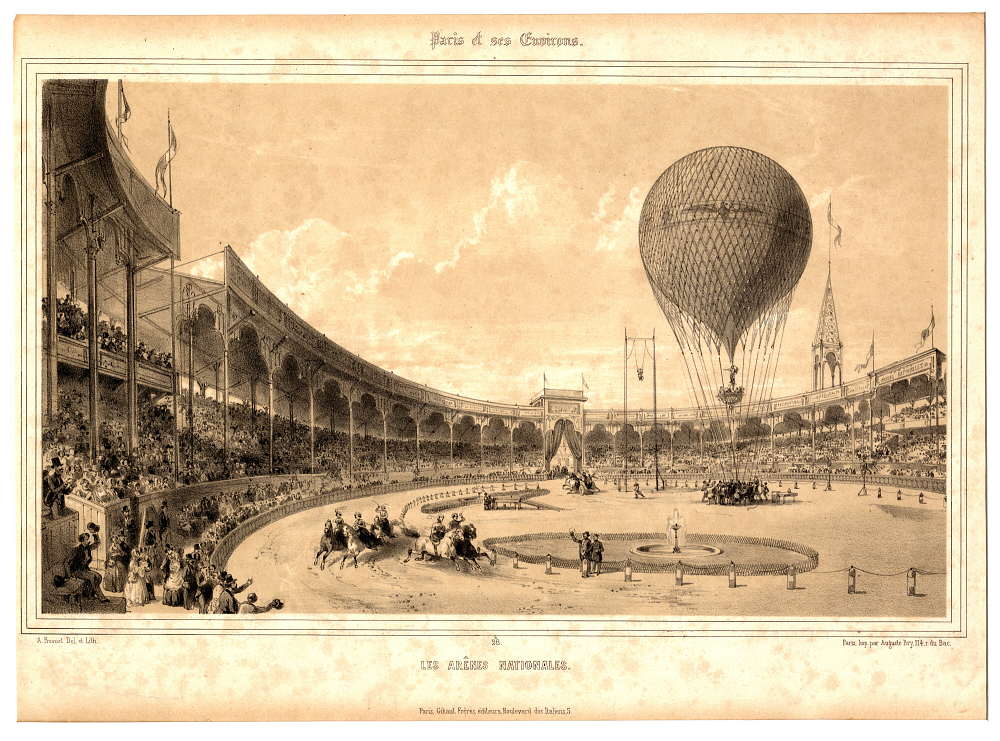
As Arenas Nacionais

A Place de la Bastille era a entrada das Arenas Nacionais, um vasto local de apresentações ao ar livre inaugurado em 1 julho de 1851. A procissão carnavalesca do Bœuf Gras fez sua estreia na segunda-feira de carnaval, em 23 de fevereiro de 1852. A atividade das Arenas Nacionais foi breve. Já em 1854, os terrenos onde se localizavam foram vendidos para a construção de novos edifícios.

### Gare de la Bastille

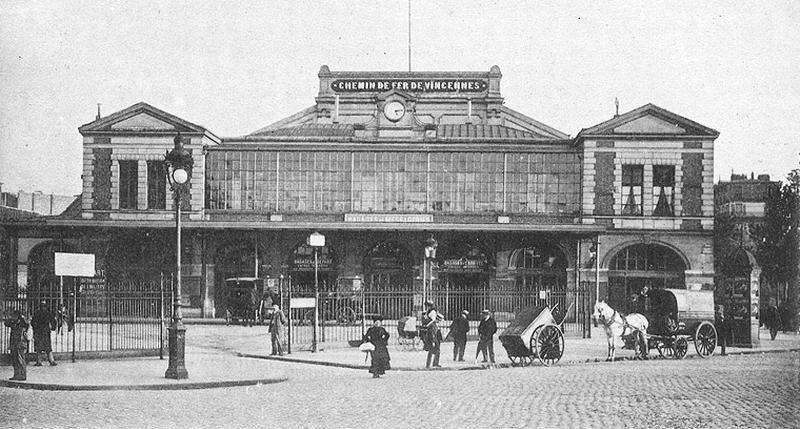
A Estação da Bastilha por volta de 1900

A Estação da Bastilha ou Gare de Paris-Bastille era uma antiga estação parisiense, aberta de 1859 a 1969. Ela era a chefe da linha que conectava Paris a Verneuil-l'Étang, chamada "Linha de Vincennes" para indicar que sua construção foi contemporânea à do Forte de Vincennes. Após a cessação da atividade ferroviária, o edifício de passageiros da estação da Bastilha serviu de local para exposições artísticas até à sua destruição em 1984, altura em que foi construída a Ópera da Bastilha no local.

### Os combates durante a Comuna em 1871

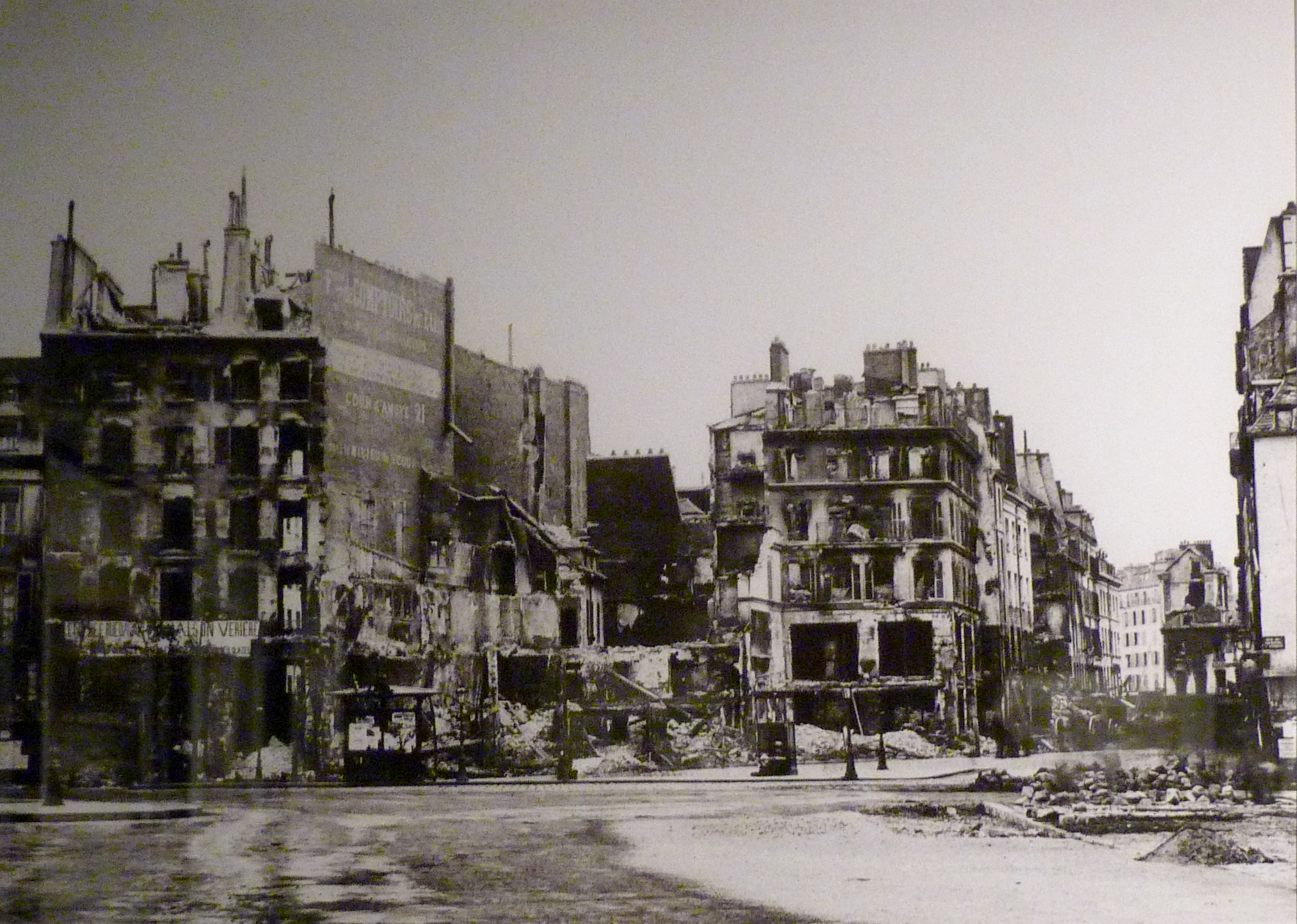
A Place de la Bastille em 1871

Em 24 de maio de 1871, os Communards tentaram destruir a Coluna de Julho, como haviam conseguido derrubar a Coluna de Vendôme. A partir do Canal Saint-Martin, eles se engajaram sob a abóbada em que a coluna repousa uma barcaça cheia de petróleo. Chamas de quase 50 metros de comprimento irromperam pelas extremidades dos túneis, e outras escalaram até o topo da coluna. Finalmente, se disparou sobre a coluna quase trinta obuses da Pont d'Austerlitz e dos Buttes-Chaumont, mas em vão, a coluna permaneceu intacta.

## Edifícios notáveis e lugares de memória

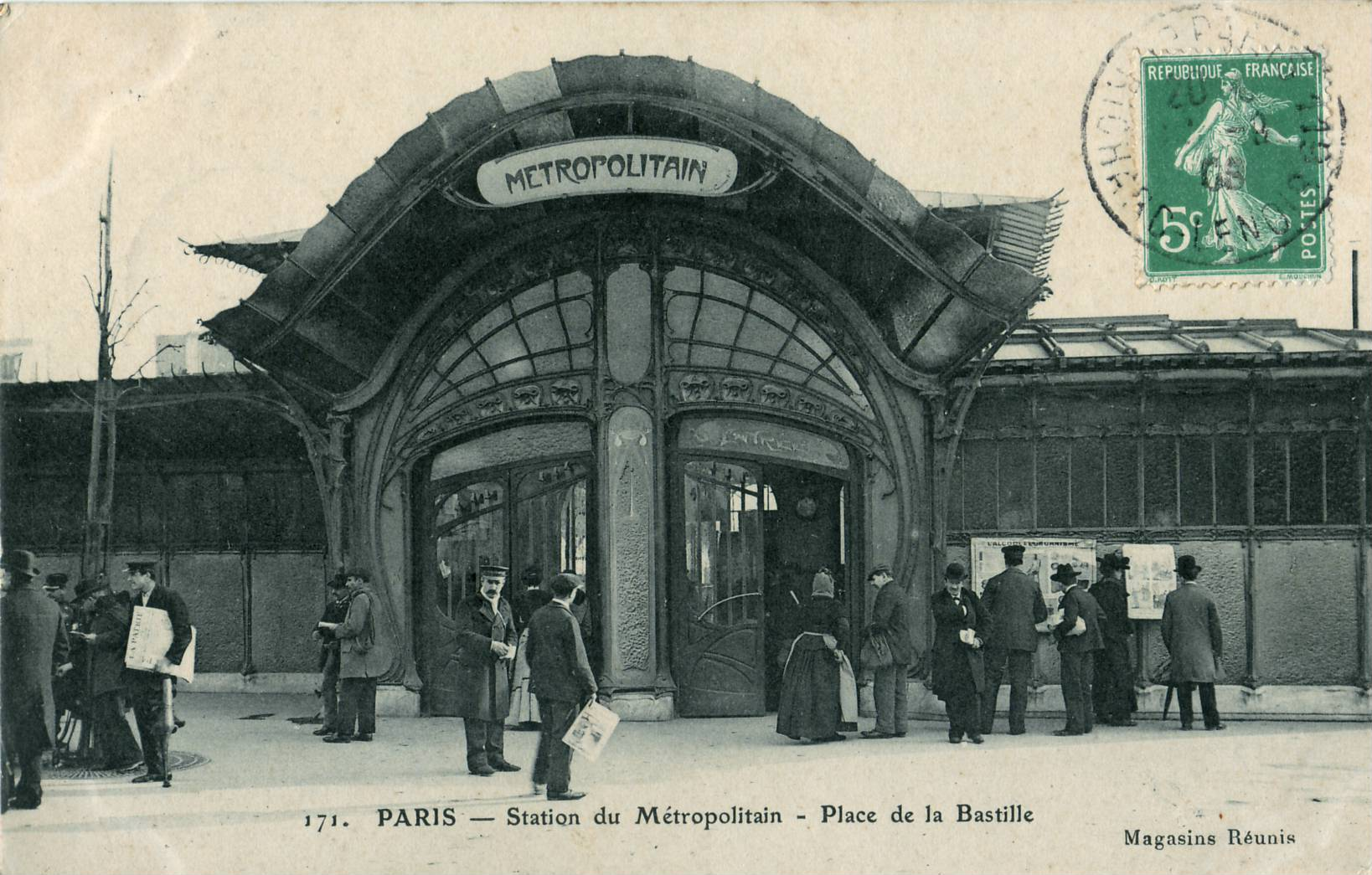
A famosa edícula Guimard que dava acesso à Estação Bastille do Metrô de Paris, foi destruída em 1962.

- A Coluna de Julho, construída entre 1833 e 1840, para comemorar a queda da monarquia de Carlos X em 27, 28 e 29 de julho de 1830.
- O perímetro da fortaleza da Bastilha é materializado no solo da praça por uma fileira tripla de paralelepípedos, localizada na junção da Rue Saint-Antoine com a Place de la Bastille: uma parte na calçada situada em frente ao café-restaurante Café français, outra em frente à Rue Saint-Antoine, outra em frente à agência do Banco da França e o resto no piso da praça.
- Uma placa comemorativa que recorda a presença da fortaleza da Bastilha, o seu traçado geral e a captura da fortaleza encontra-se na fachada do edifício do 5 place de la Bastille, por cima do café-restaurante "Café français".
- Dois vestígios das fundações da fortaleza da Bastilha, visíveis na estação de metrô Bastille (linhas 5, 1, 8), na plataforma da linha 5 (direção Bobigny), bem como no corredor que conduz à entrada para o Bd Henri IV.
- A Ópera da Bastilha, atrás da qual fica o Hospital des Quinze-Vingts.
- O Porto do Arsenal, por onde corre o Canal Saint-Martin.

## Atividades e eventos

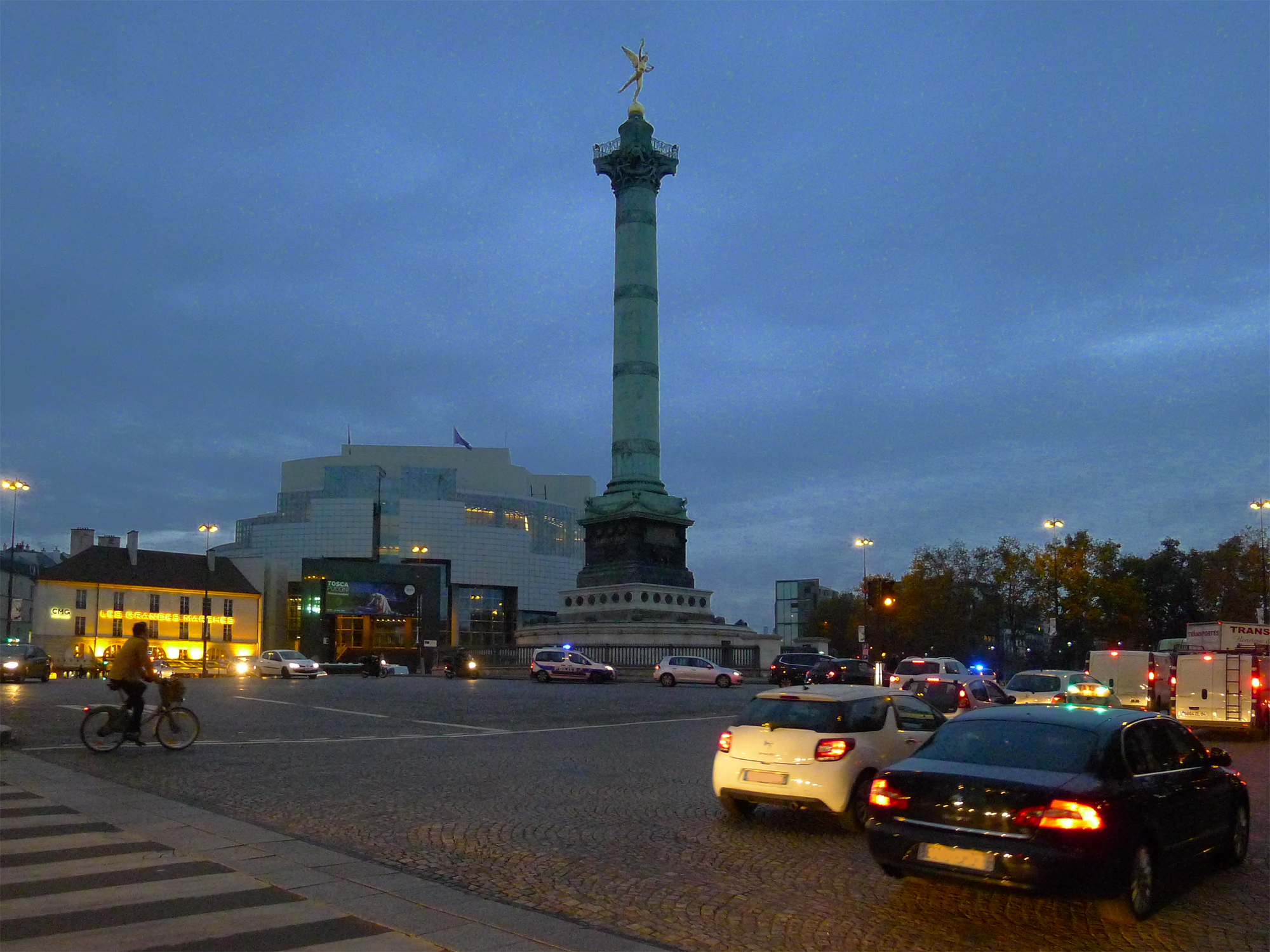
A praça em 2014

A Place de la Bastille é o local regular para várias feiras, concertos e mercados. A Terceira República, ao formalizar a Festa nacional francesa em 1880, fez dela um lugar de manifestação republicana.
É muito popular nas noites de sexta e sábado pela juventude dos subúrbios parisienses devido aos seus muitos cafés, restaurantes, cinemas e boates.
A Place de la Bastille é o ponto de partida, passagem e chegada de muitas manifestações sociais, políticas ou sindicais. Este foi o caso em 24 de março de 1984 durante grandes manifestações de apoio à Escola livre. Em 18 de março de 2012, data simbolicamente escolhida por ser o aniversário do início da Comuna de Paris, um comício foi organizado pelo candidato da Frente de Esquerda, Jean-Luc Mélenchon, como parte da campanha presidencial de 2012.
O simbolismo também se repete neste mesmo local durante a celebração das vitórias socialistas nas principais eleições. Este foi, por exemplo, o caso em 10 de maio de 1981, após a eleição de François Mitterrand como Presidente da República e em 6 de maio de 2012 após a eleição de François Hollande.

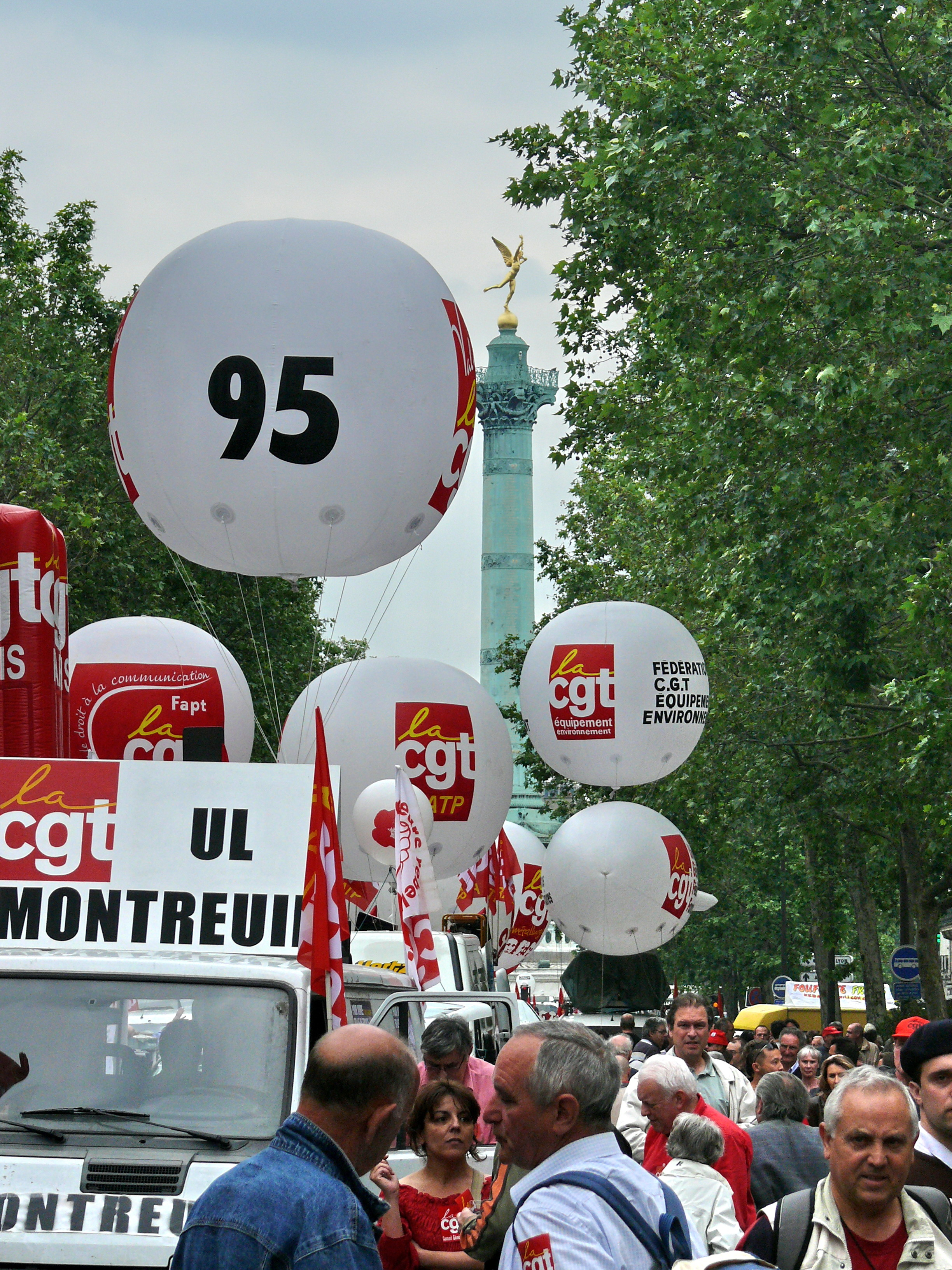
Demonstração de iniciação, 22 maio  de  2008.
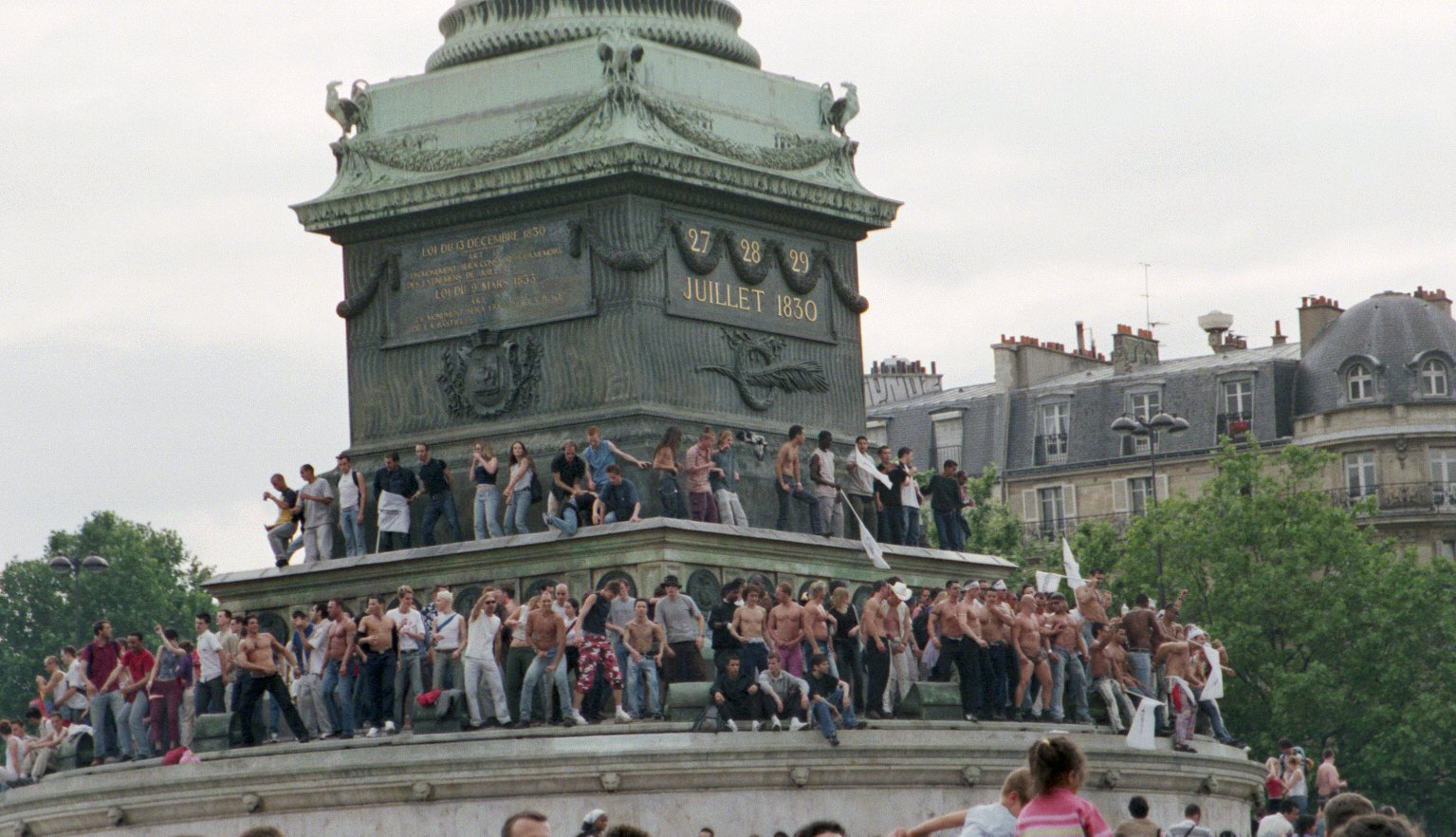
Coluna de Julho durante a Marcha do Orgulho.
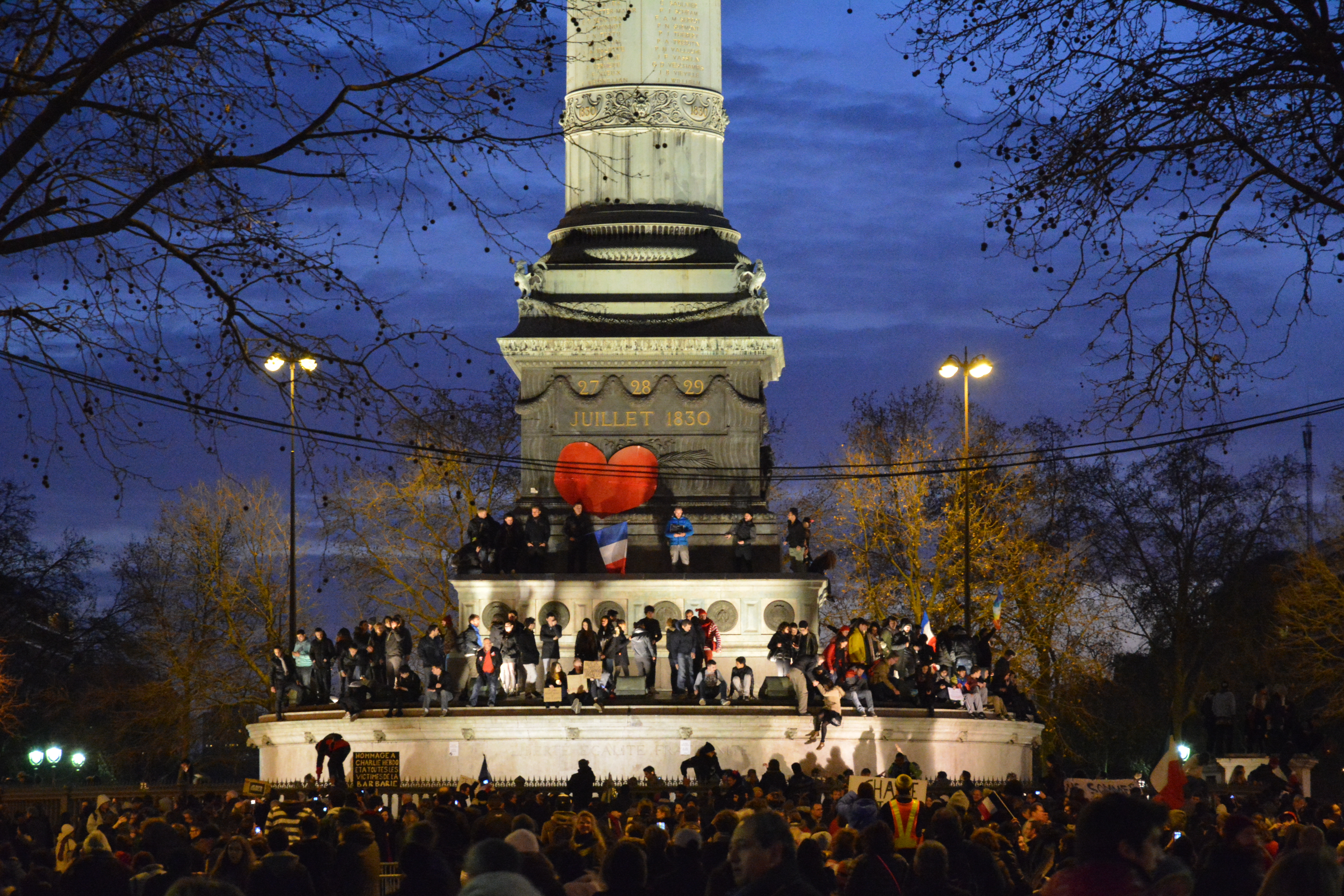
A Bastilha na noite da Marcha republicana de 11 janeiro  de  2015.

A Place de la Bastille também tem sido tradicionalmente o ponto de encontro para o desfile anual da Parada do Orgulho Gay desde os anos 1980, e particularmente desde meados dos anos 1990, com registros de público entre 200 000 e 700 000, de acordo com as fontes.

### Caminhadas
Todos os domingos à tarde desde 1998, se o tempo permitir, uma longa caminhada de patins, organizada pela associação Rollers et Coquillages, começa às 14 h 30 das imediações da praça, para uma viagem segura de cerca de vinte quilômetros nas ruas de Paris. Esta caminhada se tornou uma parada obrigatória para os entusiastas dos patins de todo o mundo.

## Atualidade

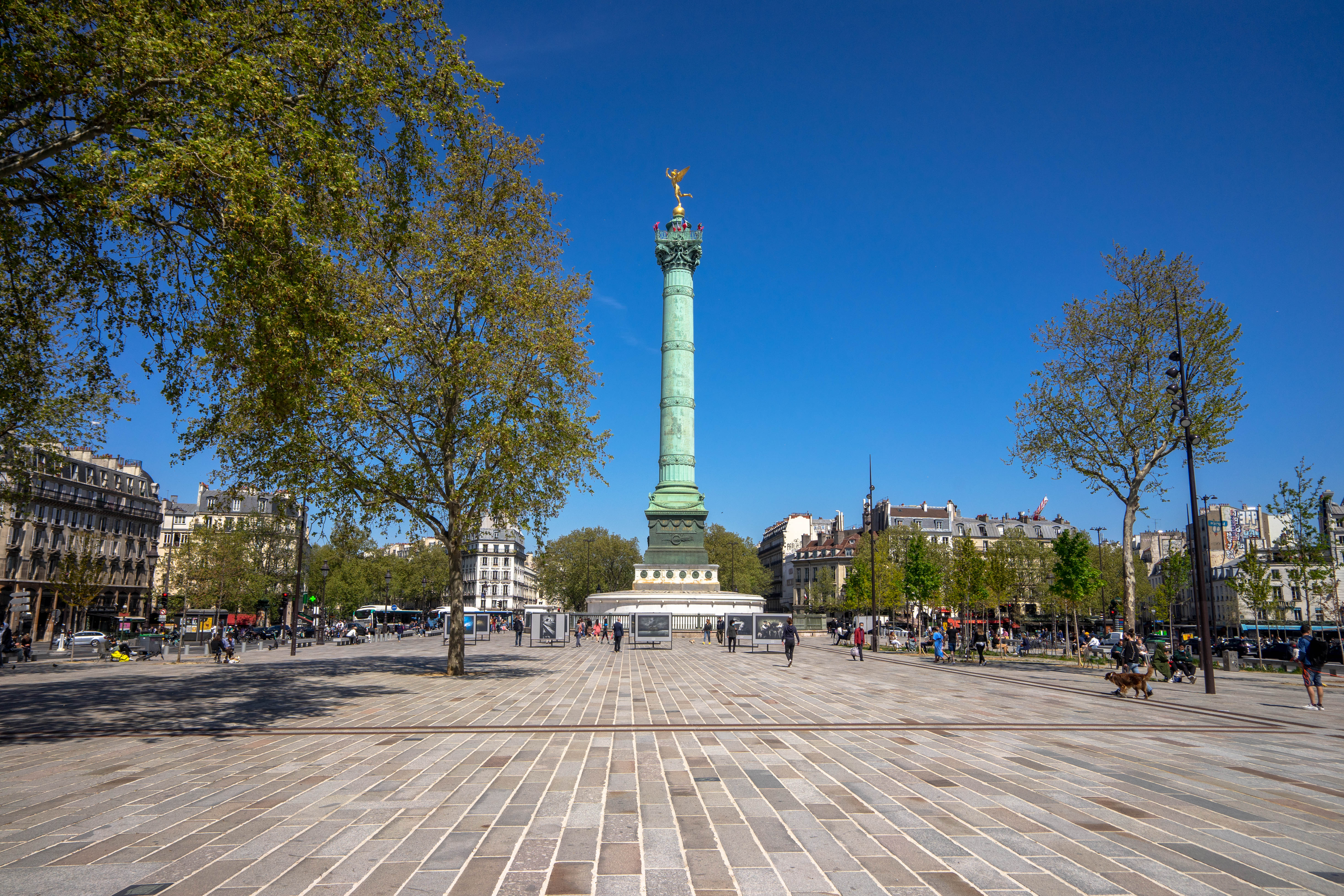
Place de la Bastille reformada, abril de 2021

Como parte da reconstrução de sete praças parisienses, a Place la Bastille é objeto de uma reorganização urbana em consulta com os habitantes que visa facilitar a travessia de pedestres, ciclismo, acesso à Coluna de Julho e a bacia do Arsenal, e fortalecer presença vegetal. Os trabalhos de desenvolvimento foram realizados a partir de 2019. Após dois anos de obras, a praça reformada foi inaugurada em janeiro de 2021, e conta com 6.620 m2 de área adicional para pedestres, uma nova escada de acesso à bacia do Arsenal e 350 metros de ciclovias bidirecionais.